# 리처 (컴퓨팅)
리처(leecher), 리치(leech)는 컴퓨팅, 특히 인터넷 속어에서 일반적으로 다른 사람의 정보나 노력으로부터 의도적으로 이익을 얻지만 대가로 아무것도 제공하지 않거나 리처로 불리는 것을 피하기 위해 토큰 제공만 하는 사람을 의미한다. 경제학에서는 이러한 유형의 행동을 "무임승차"라고 하며 무임승차 문제와 관련이 있다. 이 용어는 게시판 시스템 시대에 파일을 다운로드하고 대가로 아무것도 업로드하지 않는 사용자를 지칭하면서 유래되었다.
상황에 따라 리처는 반드시 컴퓨터 리소스의 불법 사용을 의미하는 것은 아니지만 종종 에티켓에 따른 탐욕스러운 사용을 의미한다. 즉, 무료로 제공되는 것을 제공하는 커뮤니티에 합리적인 금액을 기부하지 않고 너무 많이 사용하는 것이다. 이 단어는 경멸적인 의미 없이도 사용되며, 단순히 대량의 정보 세트를 다운로드한다는 의미로 사용된다. 예를 들어 오프라인 리더 리치(Leech), 유즈넷 뉴스리더 뉴스리처(NewsLeecher), 오디오 녹음 소프트웨어 사운드리치(SoundLeech) 또는 리치POP(LeechPOP), POP3 메일함에서 첨부 파일을 다운로드하는 유틸리티 등이 있다.
이름은 피를 빨아먹은 뒤 눈에 띄지 않으려는 동물인 거머리의 영단어 leech에서 유래되었다. "freeloader", "mooch", "sponge"와 같은 다른 용어도 사용되지만 leech가 가장 일반적으로 사용된다.

## 같이 보기
- 무임승차 문제
- 눈팅족
- 공유지의 비극